# José Dimas Cedeño Delgado
José Dimas Cedeño Delgado (Peña Blanca, 23 de julho de 1933) é arcebispo emérito do Panamá.
O Arcebispo do Panamá, Francisco Beckmann CMF, o ordenou sacerdote em 25 de junho de 1961.
Papa Paulo VI nomeou-o Bispo de Santiago de Veraguas em 15 de fevereiro de 1975. Foi ordenado bispo pelo Núncio Apostólico no Panamá, Edoardo Rovida, em 17 de maio do mesmo ano; Os co-consagradores foram Carlos Ambrosio Lewis Tullock SVD, Bispo Auxiliar do Panamá, e Daniel Enrique Núñez Núñez, Bispo de David.
Em 18 de abril de 1994, o Papa João Paulo II o nomeou Arcebispo do Panamá. Em 18 de fevereiro de 2010, o Papa Bento XVI acatou sua renúncia por motivos de idade.